# Christian Convery
Christian Convery, född 10 november 2009 i Los Angeles i Kalifornien, är en kanadensisk barnskådespelare. Han är uppvuxen i Vancouver, beläget i den kanadensiska provinsen British Columbia.
Convery har bland annat medverkat i TV-serierna Pup Academy 2019–2020 och Sweet Tooth 2021–2023 där han spelar en av huvudkaraktärerna. Under år 2023 medverkade han dessutom i filmerna Cocaine Bear och Paw Patrol: Storfilmen.
Under år 2025 kommer Convery att medverka i Oz Perkins filmatisering av Stephen Kings novellversion av Den förskräckliga apan. Han kommer också att medverka i David Robert Mitchells science fiction-mysteriefilm Flowervale Street, som beräknas ha biopremiär i USA i augusti 2026.

## Filmografi (i urval)
- 2019–2020 – Pup Academy (TV-serie)
- 2021–2023 – Sweet Tooth (TV-serie)
- 2023 – Cocaine Bear
- 2025 – The Monkey
- 2025 – Frankenstein
- 2026 – Flowervale Street